# Eda Douscha
Eda Matilda Douscha, född 16 maj 1879 i Göteborg, död 4 mars 1967 i Göteborg, var en svensk konstnär.
Hon var dotter till grosshandlarn I Douscha och Hilma Andersson. Douscha studerade teckning för Georg och Hanna Pauli samt målning för Carl Wilhelmson vid Valands konstskola i Göteborg 1897–1900 samt vid Académie Colarossi 1900–1901. Hon gjorde ett flertal studieresor till Belgien. Hon medverkade regelbundet i Göteborgs konstförenings decemberutställningar fram till 1947. Separat ställde hon ut i Liège och på Marstrand. Hennes konst består av porträtt och landskapsmotiv. Eda Douscha är begravd på Östra kyrkogården i Göteborg.